# Deon Cole
Pour les articles homonymes, voir Cole.
Deon Cole, né le 9 janvier 1972 à Chicago, est un acteur et humoriste américain, notamment connu pour ses rôles dans les séries télévisées Black-ish, Angie Tribeca, Grown-ish.

## Filmographie

### Films
- 2002 : Barbershop : Dante
- 2003 : A Lover for My Husband : Cab Driver
- 2004 : Barbershop 2 (Barbershop 2: Back in Business) : Dante
- 2005 : The Evil One :  Dejuan (Video)
- 2005 : A Get2Gether (en) : Jesse
- 2016 : Barbershop: The Next Cut : Dante
- 2017 : The Female Brain (en) : Steven
- 2019 : Holiday Rush (en) : Marshall Stone
- 2020 : 2 Minutes of Fame (en) : Nico
- 2020 : Friendsgiving (en) : Dan
- 2021 : I'm Fine (Thanks for Asking) (en) : Chad
- 2021 : Welcome Matt (en) : Norman
- 2021 : The Harder They Fall : Wiley Escoe
- 2023 : You People : Demetrius
- 2023 : A Snowy Day in Oakland (en) : Davis
- 2023 : La Couleur pourpre : Alfonso

### Télévision
- 2007 : Nick Cannon Presents: Short Circuitz (en)
- 2009 : The Tonight Show with Conan O'Brien
- 2010-2012 : Conan
- 2011 : The League : Mugger
- 2013 : Deon Cole's Black Box (en)
- 2014 : Benched (en) : Diamond
- 2014-2022 :Black-ish : Charlie Telphy
- 2016-2018 : Angie Tribeca : Daniel "DJ" Tanner
- 2017 : The Standups
- 2017 : Face Value
- depuis  2018 : Grown-ish : Charlie Telphy
- 2018 : All About the Washingtons (en) : Darnell Bell
- 2020 : Kipo et l'âge des animonstres : Dave
- 2024 : The Madness, série télévisée de Stephen Belber : Kwesi Dupree